# Старина (Стара Љубовња)
Старина (слч. Starina) насељено је мјесто са административним статусом сеоске општине (слч. obec) у округу Стара Љубовња, у Прешовском крају, Словачка Република.

## Становништво
| Година:    | 1994. | 2004.    | 2014.    | 2024.    |
| ---------- | ----- | -------- | -------- | -------- |
| Број људи: | 104   | 70       | 43       | 51       |
| Разлика:   |       | -32,69 % | -38,57 % | +18,60 % |

| Година:    | 2023. | 2024. |
| ---------- | ----- | ----- |
| Број људи: | 51    | 51    |
| Разлика:   |       | +0 %  |

Према подацима о броју становника из 2024. године насеље је имало 51 становника.